# Ōtorohanga
Ōtorohanga – miasto w Nowej Zelandii. Położone w zachodniej części Wyspy Północnej, w regionie Waikato, 2531 mieszkańców. (dane szacunkowe – styczeń 2010).
W miejscowości znajduje się ogród zoologiczny Othoronga Kiwi House z olbrzymią wolierą na ponad 300 ptaków, w tym kiwi, kędziorniki, szlarniki, modrolotki i kurobrody.

Metalowa rzeźba kiwi